# SN 2007td
SN 2007td – supernowa typu Ia odkryta 4 października 2007 roku w galaktyce A020426-0344. Jej jasność pozostaje nieznana.